# Степная (Кировская область)
Степная — деревня Унинского района Кировской области. Входит в состав Канахинского сельского поселения.

## История
В 1964 г. Указом Президиума ВС РСФСР деревня Пьяная Степь переименована в Степная.

## Население
| 2010 |
| ---- |
| 32   |